# В гостях у Майбрит Ильнер
«В гостях у Майбрит Ильнер» (нем. Maybrit Illner (собственное написание: maybrit illner)) — политическое ток-шоу, выходящее на втором немецком вещательном телеканале ZDF. Телевизионная программа, которая до 14 марта 2007 года носила название «Берлин Митте» (нем. Berlin Mitte) (в переводе с немецкого языка означает: «центр Берлина»), выходит в эфир каждый четверг с 14 октября 1999 года, ведущая телевизионной передачи — немецкая журналистка Майбрит Ильнер. Программа производится немецкой телевизионной компанией Gruppe 5 Filmproduktion.

## История и тематика
Выпуски телевизионной программы посвящены актуальным политическим темам. Гостями телевизионной передачи в основном являются политики, как правило, из Федерального правительства Германии. Телевизионная программа получила первоначальное название «Берлин Митте» (нем. Berlin Mitte) (в переводе с немецкого языка означает: «центр Берлина»), прежде всего, потому, что она производится в столичной студии телеканала ZDF «Унтер ден Линден» (нем. Unter den Linden) в районе Берлине-Митте, что должно передать близость к федеральной политике Германии.
Телевизионная программа немецкой журналистки Майбрит Ильнер была переименовано 15 марта 2007 года и продлена на четверть часа до 60 минут.
С 31 марта 2011 года выпуски телевизионной передачи «В гостях у Майбрит Ильнер» (нем. Maybrit Illner (собственное написание: maybrit illner)) выходят в эфир из новой столичной телевизионной студии и с обновленным дизайном. Около 20 внештатных редакторов работают в редакционном отделе телевизионной программы при телеканале ZDF, которая является частью главного редакционного отдела политики и текущих событий. Только техническое производство телевизионной программы передано на аутсорсинг производственной телекомпании.
Согласно отраслевой информации телеканала ZDF, гонорары немецкой журналистки Майбрит Ильнер в качестве главной ведущей телевизионной передачи составляют несколько сотен тысяч евро в год.

### Запасные ведущие телепрограммы
2 февраля 2017 года немецкая журналистка Майбрит Ильнер была вынуждена впервые временно прекратить работу на телевизионной передаче по причине. В этот день ведущим политического ток-шоу стал журналист Маттиас Форнофф, а также 21 июня 2018 года в связи с тяжелой утратой в семье немецкой журналистки и 10 декабря 2020 года. 30 ноября 2017 года Майбрит Ильнер вновь заменила другая немецкая журналистка Беттина Шостен. Из-за положительного результата теста на коронавирусную инфекцию телеведущий Тео Колл заменил Майбрит Ильнер 17 марта 2022 года, а Мариэтта Сломка — 24 марта 2022 года.

### Специальные форматы телепрограммы
В случае особых политических событий в эфир выходит специальный выпуск телевизионной программы, которая также может занимать другой тематический блок
8 сентября 2005 года в рамках телевизионной программы «Берлин Митте» (нем. Berlin Mitte) (в переводе с немецкого языка означает: «центр Берлина») была представлена рубрика под названием «Телевизионная трехсторонняя борьба» (нем. TV-Dreikampf). Она считается телевизионной дуэлью между малыми партиями, поскольку ведущие кандидаты от оппозиции сталкиваются друг с другом. Гостями были Оскар Лафонтен (Труд и социальная справедливость - Избирательная альтернатива), Йошка Фишер (Союз 90/Зеленые) и Гидо Вестервелле (СвДП). Этот формат также использовался для трансляции федеральных выборов 2009 года. 10 сентября 2009 года гостями были Грегор Гизи (Левая партия), Ренате Кюнаст (Союз 90/Зеленые) и Гидо Вестервелле (СвДП). Другой немецкий вещательный телеканал ARD организует «телевизионный поединок втроем» (нем. TV-Dreikampf) с 2013 года.
Формат телевизионной передачи активно демонстрировался перед федеральными выборами 2009, 2013 и 2017 годов. В каждой из 30-минутных программ гостями были три политика. Кроме того, в начале выпуска телевизионной программы артисты кабаре всегда давали комментарии на заданную тему.
В 2020 году в эфир вышло еще больше специальных выпусков под названием «В гостях у Майбрит Ильнер. Специальный выпуск про коронавирус» (нем. Maybrit illner Corona spezial). Выпуски телевизионной передачи транслировались по воскресеньям, после выпуска телевизионного журнала Heute-journal, в прямой конкуренции с ток-шоу другой немецкой журналистки Анны Вилль на телеканале ARD и были посвящены пандемии коронавирусной инфекции в Германии.

### Зрительские рейтинги телепрограммы
| Год      | Эпизоды телепрограммы | Среднестатистические зрительские рейтинги телепрограммы | Рыночная доля телепрограммы |
| -------- | --------------------- | ------------------------------------------------------- | --------------------------- |
| 2016 год | 35                    | 2,65 млн.                                               | 12,4 %                      |
| 2017 год | 37                    | 2,80 млн.                                               | 13,5 %                      |
| 2018 год | 37                    | 2,54 млн.                                               | 12,4 %                      |
| 2019 год | 37                    | 2,36 млн.                                               | 11,7 %                      |
| 2020 год | 41                    | 2,88 млн.                                               | 14,3 %                      |

## Премии и награды
- В 2019 году телевизионная программа «В гостях у Майбрит Ильнер» стала лауреатом премии «Золотой картофель» (нем. Die Goldene Kartoffel)[11]

## Внешние ссылки
- Offizielle Website
- Maybrit Illner (Fernsehsendung) (англ.) на сайте Internet Movie Database
- Fluch der Republik, Teil XXL – Kritik zu zwei Sendungen von Maybrit Illner im Juli 2008